# باردول ولی، نیو ساوت ولز
باردول ولی (به انگلیسی: Bardwell Valley) یک حومه شهر در استرالیا است که در نیو ساوت ولز واقع شده‌است.